# Rovtarska narečna skupina
Rovtarska narečna skupina (tudi rovtarščina) je skupina sorodnih narečij slovenščine. Rovtarska narečja se govorijo v hribovitem predelu zahodne osrednje Slovenije na meji med Slovenskim Primorjem, Gorenjsko in Notranjsko, znotraj trikotnika med Tolminom, Škofjo Loko in Vrhniko.

## Fonološke in morfološke značilnosti
Med značilnosti rovtarščine spada krajšanje dolgih  dvoglasnikov ie in uo, akanje ter razvoj g v ɣ.
Govorici se lahko prisluhne v televizijski izobraževalno-dokumentarni seriji o slovenskih narečjih.

## Posamezna narečja in podnarečja
- tolminsko narečje (tolminščina[5])
  - baško podnarečje (baški govor)
- cerkljansko narečje (cerkljanščina[6])
- poljansko narečje (poljanščina[7])
- škofjeloško narečje (škofjeloščina[8])
- črnovrško narečje (črnovrščina[9])
- horjulsko narečje (horjulščina[10])